# Liftaya
Liftaya (tiếng Ả Rập: لفتايا, cũng đánh vần Laftaya) là một ngôi làng ở miền trung Syria, một phần hành chính của Tỉnh Homs, nằm ở phía tây nam của Homs gần Hồ Homs. Các địa phương gần đó bao gồm Wujuh al-Hajar ở phía đông nam, Khirbet Ghazi, Khirbet al-Sawda và Khirbet Tin Nur ở phía đông bắc. Theo Cục Thống kê Trung ương (CBS), Liftaya có dân số 2.047 người trong cuộc điều tra dân số năm 2004.
Những cây lanh bằng đá được phát hiện tại thị trấn đã giúp nghiên cứu và hẹn hò với quá trình Kitô giáo hóa của Emesa và vùng nông thôn xung quanh. Lintels từ các hộ gia đình Palladis, ngày 449/450 chứng thực để xóa truyền thống ngoại giáo. Làn sóng Kitô giáo đầu tiên xuất hiện vào những năm 460, khi những cây cột mang thánh giá được phát hiện với số lượng ngày càng tăng cùng với những người ngoại giáo. Việc Kitô giáo hóa toàn bộ ngôi làng có từ năm 508/510 tại thời điểm nhà thờ đầu tiên của ngôi làng được xây dựng.